# Aloe ferox
Aloe ferox és una planta amb flors suculenta del gènere Àloe dins la família de les asfodelàcies que habita en indrets de clima tropical o subtropical. Tradicionalment s'ha usat com a planta medicinal degut a les propietats laxants i hidratants del suc de les seves fulles.
En grec Aloe és el suc assecat de les fulles i ferox significa 'ferotge' o 'guerrer', en referència a les fulles espinoses i esmolades.

## Ecologia
Tot i que és originària del sud d'Àfrica també habita en indrets secs, rocosos i assolellats, com ara al litoral mediterrani i al nord d'Àfrica. Depenent de l'espècie pot florir tant a la primavera com a l'estiu; encara que en els seus respectius països d'origen algunes espècies floreixen a l'hivern.

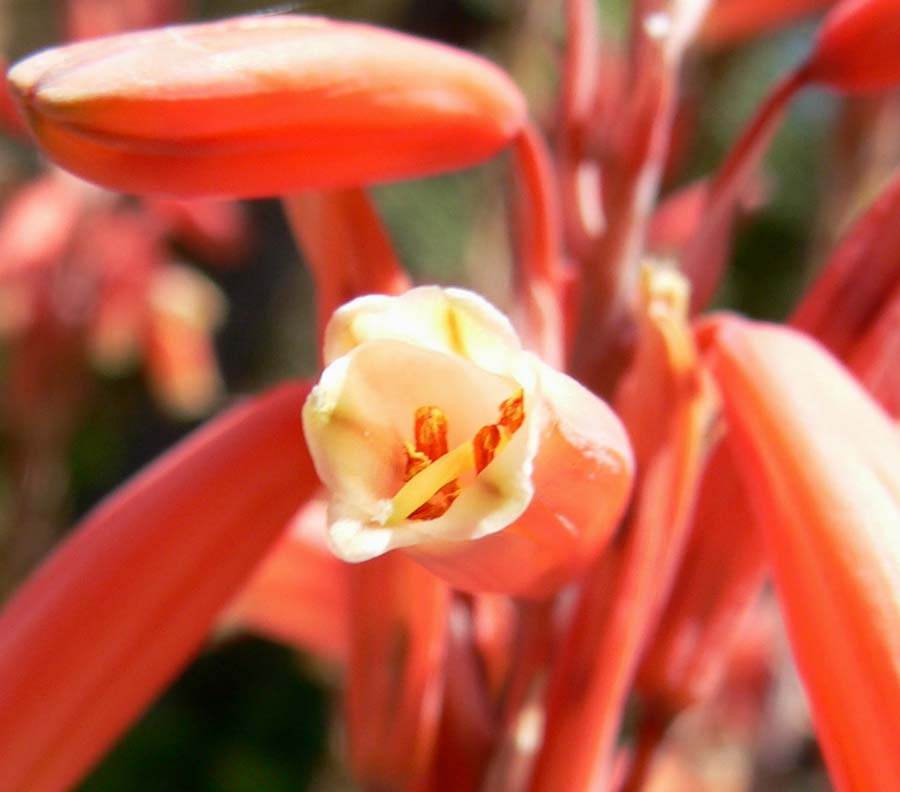
Flor

## Descripció
Són herbàcies perennes més o menys arborescents, amb un tronc llenyós que pot arribar a mesurar més de 2 metres d'altura i entre 10 i 15 cm de diàmetre. D'aquest surten un gran nombre de rosetes denses de fulles; les fulles són verdes, grans (de 5-100 cm de llarg i de 5-15 cm d'amplada a la base), ovalanceolades, carnoses i amb les vores espinoses. Flors en raïms de 10-30 cm fent inflorescències grans i denses unides a la tija per un llarg peduncle. Les flors són de color vermell i amb la corol·la cilíndrica i fusionada. L'androceu supera el periant. Els fruits són càpsules triangulars. Té 6 estams, amb llargs filaments que parteixen del fons de la flor, davall del pistil.
La secció transversal d'una fulla és el·líptica i allargada. Al microscopi s'observa una epidermis que té una capa de cutina molt gruixuda i estomes a les dues cares. Sota aquesta epidermis, i al voltant de tota la superfície de la fulla, s'observa la presència d'un parènquima en empal·lissada ric en clorofil·la, midó i rafidis, i paquets d'esclerènquima. La part central està constituïda per un parènquima cel·lulòsic mucilaginós, amb nombrosos rafidis d'oxalat càlcic. Entre el límit dels dos parènquimes, es pot apreciar la presència d'una doble fila de vasos libero-llenyosos. Cada fascicle s'envolta d'endoderma i de pericicle.

## Substància vegetal
La part de la planta utilitzada són les fulles. Se n'extreu l'acíbar i el gel.
El suc d'àloe o acíbar es troba a les cèl·lules pericícliques i flueix espontàniament de la fulla tallada. Tradicionalment es recull el suc i es concentra per ebullició. Un cop concentrat es presenta en forma de masses de color marró obscur amb reflexos verdosos.
El gel d'àloe, en canvi, està constituït únicament pel mucílag de les cèl·lules polièdriques de la zona central i s'obté després d'eliminar els teixits més externs de la fulla. És molt ric en aigua i no sembla que contengui composts molt específics: aminoàcids, lípids, esterols, enzims, pèptids i principalment polisacàrids (hemicel·luloses).

## Composició química
- Antraquinones (8-10%). Hi trobam genines lliures en quantitats molt petites (menors a l'1%), sobretot l'aloe-emodina (aloe-emodol). Predominen els heteròsids antraquinónics, entre els quals destaquen les aloínes o barbaloïnes A i B. Apareixen altres composts com els aloinòsids (heteròsids de l'aloïna).
- Resina (10-20%). La resina és freqüent en aquesta espècie. Es forma per cromones com les aloe-resines B, C i D. Aquesta resina s'ha d'extreure perquè és la causa de quasi tots els efectes secundaris de l'àloe.
- flavonoides.
- Sals minerals (1-2%).
- Olis essencials. Contenen fonamentalment una cromona, l'aloesina, que dona a la planta una aroma característica.

## Acció farmacològica

### Acíbar
- Tònic, digestiu, estomacal, colagog i colerètic. A dosis molt baixes (10-50 mg) es comporta com a estimulant de les secrecions biliars.

- Laxant. A dosis mitjanes,100 mg, actua com a laxant estimulant. Aquests efectes es manifesten a les 8-12 hores després de la seva administració. La intensitat de les accions depèn de les dosis administrades.

- purgant. A dosis altes, de 200 a 500 mg.

L'acció té lloc al còlon. Augmenta la motilitat intestinal per acció directa sobre les terminacions nervioses per irritació de la mucosa o per activitat intraneural sobre el plexe nerviós. També incrementa la secreció de clorur, disminuint l'absorció de líquid i electròlits. D'altra banda també s'inhibeix l'activitat Na+/K+-ATPàsica i provoca una disminució de la reabsorció d'aigua, sodi i clor, així com un augment de la secreció de potassi a nivell de la mucosa intestinal. S'origina per tant un increment d'aigua i electròlits a la llum colònica que dona lloc a un augment de la pressió a l'intestí. Aquest increment de volum aquós a l'intestí és el que provoca l'efecte laxant. També poden estar implicats altres mecanismes com són l'estimulació de la síntesi de prostaglandina E2 (PGE2), un mecanisme depenent del calci o una estimulació de receptors d'histamina i serotonina.

### Gel
La tradició atribueix al gel propietats cicatritzants, però l'origen d'aquesta activitat segueix sent hipotètica. A causa del seu elevat contingut en aigua és un bon hidratant, aïllant i protector.

## Usos

### Acíbar
- Usos aprovats per la Comissió E del Ministeri de Sanitat alemany: 
  - Restrenyiment. Tractament del restrenyiment agut.
- Usos tradicionals:

Amb finalitats purgants per aconseguir evacuacions prèvies a cirurgia o colonoscopia o evacuacions suaus en fissures anals, hemorroides o després d'operacions rectoanals.

### Gel
És molt utilitzat en cosmètica com a component hidratant de preparats líquids i cremes, com ara: productes solars i d'afaitat, bàlsams per a llavis, pomades cicatritzants, mascaretes, tractament d'esquerdes, cremades superficials, etc.

## Toxicitat
Les reaccions adverses de l'àloe encara que no gaire greus són moderadament freqüents. Predominen les reaccions adverses gastrointestinals: diarrea, dolor abdominal. Rarament es presenten nàusees, vòmits, còlics flatulents, melena.
També són comunes les reaccions adverses de tipus neurològic/psicològic (aparició de dependència física amb l'ús continuat), hidroelectrolítiques (amb l'ús continuat és freqüent l'aparició d'un desequilibri electrolític amb hipopotasèmia, hipocalcèmia, hipomagnesèmia i hiponatrèmia).
Molt rarament hi ha reaccions adverses cardiovasculars, osteomusculars, genitourinaries o endocrines.

## Observacions
Es recomana que l'acíbar no se subministri a nens, persones majors ni a dones amb la menstruació o embarassades. Tampoc als que pateixen hemorroides.
En presència d'aquests símptomes mai no s'ha de prendre àloe: 
- Hipersensibilitat a qualsevol component del medicament.
- Situacions de trànsit gastrointestinal dificultat o impedit, com obstrucció intestinal, oclusió intestinal, estenosi del tracte digestiu, impactació fecal. L'àloe podria produir una obstrucció intestinal a causa del seu efecte laxant.
- Colitis ulcerosa, malaltia de Crohn, síndrome d'intestí irritable, apendicitis. L'àloe podria produir un empitjorament d'aquestes patologies a causa de l'efecte irritant de les antraquinones sobre la mucosa intestinal.
- Dolor intestinal d'origen desconegut. L'àloe podria emmascarar un quadre més greu si s'utilitza en cas de dolor abdominal d'origen desconegut sense un diagnòstic precís.